# Ty Cobb
Tyrus Raymond „Ty“ Cobb (* 18. Dezember 1886 in Narrows, Georgia; † 17. Juli 1961 in Atlanta, Georgia) war ein amerikanischer Baseballspieler und -manager in der Major League Baseball (MLB). Sein Spitzname war The Georgia Peach.

## Leben

### Frühe Jahre
Ty Cobb wurde als ältestes von drei Kindern in Narrows, Georgia geboren. Sein Vater, der sich zur Aufbesserung seines Lehrergehalts eine Farm gekauft hatte, war ein angesehener Mann, der auch in den Senat von Georgia gewählt wurde. Ty spielte bereits in seinen jungen Jahren bei Teams in Royston, Georgia (Royston Rompers und den halbprofessionellen Royston Reds) Baseball, wenn er nicht auf der heimatlichen Farm arbeitete. Sein Vater wünschte zwar, dass Ty einen Beruf wie Anwalt oder Arzt ausüben sollte, willigte aber ein, als dieser im Alter von 17 Jahren bei einem Team der South Atlantic League in Augusta im Minor League Baseball spielen wollte. Bei diesem Team wurde er 1904 allerdings nach zwei Tagen in der Saison aus dem Kader genommen. Cobb kam dann bei den Anniston Steelers in der Tennessee-Alabama-League unter. Während der Saison kehrte er nach Augusta zurück. Im August 1905 führte er die Liga im Schlagdurchschnitt an. Er wurde dann für 750 US-Dollar an die Detroit Tigers in der American League verkauft.
Kurz vor Tys erstem Auftritt wurde Cobbs' Vater getötet. Dieser verdächtigte seine Frau der Untreue und erklärte ihr am 8. August 1905, dass er für diesen Tag die Stadt verlasse. Am Abend wollte er schauen, ob seine Vorwürfe stimmten. Er kletterte auf das Dach, um das Schlafzimmer seiner Frau zu beobachten. Diese hielt ihn für einen Einbrecher und feuerte zwei Schüsse auf ihn ab, die ihn töteten. Tys Mutter wurde wegen Totschlags angeklagt und freigesprochen.

### Major League

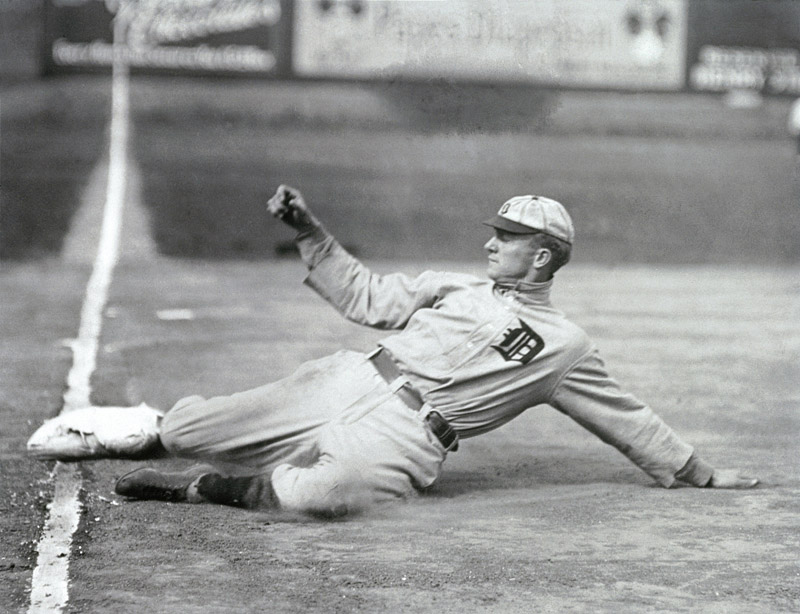
Cobb im Jahr 1917

Am 30. August 1905 gab Cobb sein Debüt bei den Tigers gegen die New York Highlanders. Gegen Jack Chesbro gelang ihm bei seinem ersten Schlagauftritt ein Double. In weiteren 41 Spielen kam er auf einen Schlagdurchschnitt von 24 %. Trotz dieser nicht überragenden Werte bekam er einen Vertrag für die folgende Saison, der mit 1500 $ dotiert war. 1906 deutete der Outfielder dann seine Schlagqualitäten an. In 91 Spielen kam er auf einen Schlagdurchschnitt von 32 %. Diese Marke sollte Ty für den Rest seiner Karriere nicht mehr unterbieten. 1907 war er der jüngste Spieler, der den Titel für den Spieler mit dem besten Schlagdurchschnitt gewinnen konnte.
In diesem Jahr lieferten sich die Tigers einen Vierkampf um den Titel mit den Chicago White Sox, den Cleveland Indians und den Philadelphia Athletics. Die White Sox und die Indians verloren gegen Schluss der Saison den Anschluss, so dass die Entscheidung um den Titel zwischen den Tigers und den A's fiel. Beide Teams standen sich in der letzten Serie der Saison gegenüber. Am 30. September war ein Doubleheader in Philadelphia geplant. Im ersten Spiel führte Philadelphia unter der Regie von Connie Mack bereits mit 7:1. Ty Cobb konnte mit einem 2-Run-Home-Run das Spiel im 8. Inning zum 8:8 ausgleichen. Im 11. Inning konnte Cobb sein Team mit einem Double in Führung bringen, welche Philadelphia wieder ausgleichen konnte. Im 17. Inning wurde das Spiel wegen Dunkelheit abgebrochen und mit dem Unentschieden gewertet, die zweite geplante Begegnung wurde nie ausgetragen. Aufgrund dieses Unentschiedens sicherten sich die Tigers den Sieg der American League und zogen in die World Series 1907 gegen die Chicago Cubs ein. Cobb kam in den World Series allerdings nur zu einem Schlagdurchschnitt von 20 %, die Tigers unterlagen deutlich bei vier Niederlagen und einem Unentschieden.
Mit seinem Schlagdurchschnitt von 35 %, 212 Hits, 116 RBI und 49 gestohlene Bases führte er die American League in vier Kategorien an. Im Schlagdurchschnitt war Cobb in den darauffolgenden 8 Jahren immer der beste seiner Liga, ein noch heute bestehender Rekord. Im September 1907 hatte Cobb auch eine Kooperation mit Coca-Cola begonnen, die ihn für den Rest seines Lebens zu einem wohlhabenden Mann machen sollte.
1908 und 1909 erreichten die Tigers ebenfalls die World Series, unterlagen aber 1908 wiederum den Cubs. Cobb steigerte seine Leistung und seinen Schlagdurchschnitt in den Endspielen auf 35 %. 1909 hatte Cobb die Triple Crown gewonnen, d. h., er war bester in den Kategorien Schlagdurchschnitt, RBI und Home Runs. In den World Series trafen dann Cobb als herausragender Spieler der American League und Honus Wagner von den Pittsburgh Pirates, der Superstar der National League aufeinander. In sieben Spielen behielten die Pirates die Oberhand. Im August war es zwischen Cobb, der durch seine aggressive Spielweise und sein hitziges Temperament gefürchtet war, und Frank Baker zu einem Zwischenfall gekommen. Cobb war mit seinen angespitzten Spikes zur 3. Base geglitten und schlitzte Baker am Oberarm auf. Baker setzte das Spiel zwar fort, aber Connie Mack bezeichnete Cobb als den „schmutzigsten Baseballspieler, den er je gesehen hat“. Vor den Rückspielen in Philadelphia kam es dann zu Morddrohungen gegen Cobb, die Polizeischutz für ihn auf der Fahrt zum und vom Stadion und während des Spieles zur Folge hatten.
1910 hatte die Autofirma Chalmers Automobile einen Wagen als Preis für den Spieler mit dem besten Schlagdurchschnitt ausgesetzt. Cobb führte am letzten Tag der Saison knapp vor Nap Lajoie von Cleveland. Ty Cobb setzte das letzte Spiel aus, um seinen Durchschnitt nicht zu verschlechtern. Lajoie dagegen gelangen in einem Doubleheader gegen die St. Louis Browns sieben Hits. Sechs dieser Hits waren Bunt-Singles, die der 3. Baseman der Browns aufgrund seiner Position weit von der Base entfernt nicht erreichen konnte. Der Präsident der American League Ban Johnson erklärte darauf Cobb zum umstrittenen Sieger in dieser Kategorie. Die Autofirma löste dieses Problem allerdings salomonischer und übergab jedem ein Auto. Nach dieser Saison stellten sie dann ihren Automobilpreis für den wertvollsten Spieler der Liga zur Verfügung, womit der MVP-Award geboren war.
1911 stellte Cobb mit Hits in 41 aufeinanderfolgenden Spielen einen neuen Rekord in der American League auf. Im Kampf um den Titel des besten Schlagmanns lieferte sich Cobb einen harten Kampf mit Shoeless Joe Jackson. Gegen Ende der Saison trafen die Tigers dann auf Cleveland. In diesen sechs Spielen versuchte Jackson freundlich zu Cobb zu sein, dieser ignorierte allerdings sämtliche Versuche seines Kontrahenten. Zum Schluss war Cobb mit 42 % der Sieger gegen Jackson, der mit 40,8 % aber ebenso einen großartigen Schlagdurchschnitt aufwies.
In dieser Spielzeit lieferte Cobb noch reichlich Diskussionsstoff. In einem Spiel gegen die Yankees kam es zu Kontroversen mit dem Schiedsrichter auf Seiten der Yankees. Da sich alle Feldspieler der Yankees um den Catcher und den Schiedsrichter versammelt hatten, allerdings niemand eine Auszeit verlangt hatte, spazierte Cobb zur 3. Base und anschließend zur Homeplate und erzielte den siegbringenden Lauf. Am 15. Mai 1912 erregte ein Zuschauer in New York Cobb so stark, dass er von der Bank in die Publikumsränge sprang und den Zuschauer verprügelte. Cobb wurde daraufhin suspendiert, seine Mannschaftskollegen erklärten sich allerdings mit ihm solidarisch und weigerten sich, beim nächsten Spiel in Philadelphia anzutreten. Da die Liga mit einer Strafe von 5000 $ drohte, stellte Frank Navin, der Manager der Tigers, eine Mannschaft aus Amateur- und Collegespielern auf, die mit 2:24 unterlag. Einige Negativrekorde des Baseballs stammen aus diesem Spiel. u. a. die 24 Runs, die der bedauernswerte Pitcher Allan Travers gegen sich bekam. Dieser erste Baseballstreik endete dann, als Cobb seine Kollegen aufforderte, aufs Spielfeld zurückzukehren.
Cobb war auch der erste professionelle Sportler, der in einem Film mitspielte. In Somewhere in Georgia spielte er praktisch sich selbst, es ist die Geschichte eines Bankangestellten, der sein Talent für den Baseball entdeckt.
1916 unterlag Cobb dann erstmals im Rennen um den besten Schlagdurchschnitt seit 1907. Tris Speaker von den Cleveland Indians erreichte 38,7 %, während Cobb nur auf 37 % kam.

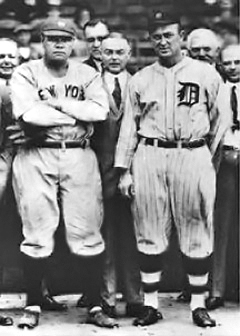
Babe Ruth und Ty Cobb (1920)

Mit Babe Ruth erwuchs ein neuer Kontrahent für Cobb, der auch für eine andere Art des Baseballspiels stand. Während Cobb mit Bunts, gestohlenen Bases und gezielten Singles arbeitete, gehörte Ruth zu einer neuen Generation, die mit viel Kraft die Bälle aus den Stadien schlagen konnten und die Zahl der Home Runs ansteigen ließen. Auch das Publikum war von dieser neuen Spielart fasziniert. Aber selbst Leute wie der Manager der Yankees, Miller Huggins oder Tris Speaker favorisierten weiterhin die Spielweise von Cobb. Speaker äußerte sich folgendermaßen: „Babe war ein großer Baseballspieler, aber Ty war ein größerer. Ruth konnte dir dein Gehirn rausschlagen, aber Cobb machte dich komplett verrückt.“ Allerdings verhielt sich Cobb immer feindlicher zu Ruth, je mehr dessen Popularität anstieg. Am 5. Mai 1925 entschied sich Cobb, der seit 1921 auch Manager bei den Tigers war, zu beweisen, dass jeder, der möchte, auch Home Runs schlagen kann. Er sagte einem Reporter, dass er erstmals den Ball jenseits der Zäune schlagen würde. In diesem Spiel gelangen ihm dann tatsächlich sechs Hits in sechs Schlagchancen: zwei Singles, ein Double und drei Home Runs. Am nächsten Tag gelangen ihm dann drei Hits, zwei davon waren wiederum Home Runs. Nach dieser Serie kehrte er wieder zu seinem gewohnten Spiel zurück.

### Cobb in Philadelphia
Nach 22 Jahren erklärte Ty Cobb im November 1926 seinen Rücktritt. Er kehrte nach Augusta zurück. Kurz darauf trat auch Tris Speaker, der ebenfalls in Cleveland als Manager und Spieler agiert hatte, zurück. Der Rücktritt war von Ban Johnson lanciert worden, da sie beide verdächtig waren, ein Spiel im September 1919 manipuliert zu haben, um den Tigers den dritten Platz zu sichern. Dutch Leonard, ein Spieler, der von beiden schon gefeuert worden war, hatte diese Anschuldigungen an die Öffentlichkeit gebracht. Allerdings stimmten weder Kenesaw Mountain Landis als Commissioner noch die Öffentlichkeit diesen Rücktritten zu, so dass beide wieder in den Baseball zurückkehren konnten. Ihre jeweiligen Teams erklärten sie zu Free Agents, womit ihnen die Wechsel freigestellt waren. Cobb wechselte zu den Philadelphia Athletics, die immer noch unter der Regie von Connie Mack standen. Speaker spielte 1927 für die Washington Senators, bevor er 1928 gemeinsam mit Cobb in Philadelphia spielte. Am 18. Juli 1927 erzielte Cobb im Navin Field in Detroit seinen 4000. Hit als Baseballspieler in den Major Leagues. Nach der Saison 1928 erklärte Cobb dann endgültig seinen Rücktritt. Bemerkenswert in seiner letzten Saison war noch ein Spiel gegen die Yankees, in dem dreizehn spätere Mitglieder der Baseball Hall of Fame auf dem Platz standen. Außer Cobb, Speaker und Ruth spielten noch Jimmie Foxx, Lefty Grove, Mickey Cochrane, Eddie Collins, Bill Dickey, Lou Gehrig, Waite Hoyt, Earle Combs, Herb Pennock und Tony Lazzeri mit.

### Nach dem Baseball
Cobb trat als wohlhabender, aber sehr einsamer Mann vom Baseball zurück. Er widmete sich dem Jagen, Fischen und Golfspielen und unternahm viele Reisen. Durch Aktienspekulationen vergrößerte er seinen Wohlstand noch. 1931 erwarb er eine Ranch in einem Millionärsviertel in der Nähe von San Francisco. Weder mit seiner Frau noch mit seinen Kindern hatte er das beste Verhältnis. Am meisten war er darüber enttäuscht, dass seine Söhne keine Baseballspieler wurden. 1947 ließ sich seine Ehefrau nach 39 Ehejahren von ihm scheiden.
1936 wurde die Baseball Hall of Fame eingeführt. Mit 98,2 % der Stimmen ließ Cobb Babe Ruth, Honus Wagner, Christy Mathewson und Walter Johnson hinter sich, die alle ebenfalls im ersten Jahr die erforderlichen 75 % der Stimmen erhalten hatten. Erst Tom Seaver 1992 und Nolan Ryan 1999 erhielten eine größere Stimmenanzahl.
Cobb half dann unter anderem jungen Spielern wie Joe DiMaggio. Ihn verband auch eine Freundschaft zu Ted Williams, die Cobb beendete, als dieser behauptete, dass Rogers Hornsby ein größerer Schlagmann als er gewesen sei. Auch eine zweite Ehe, die Cobb einging, scheiterte. Er spendete dem Ort Royston, in dem er aufgewachsen war, ein Hospital, das den Namen Cobb Memorial Hospital trägt. Mit John McCallum verfasste er eine Biographie, die 1956 erschien und viele Halb- und Unwahrheiten enthielt, die McCallum nie nachgeprüft hatte. Nach seiner Rückkehr nach Georgia wurden bei Cobb Prostatakrebs, Diabetes und Bluthochdruck diagnostiziert. Am 17. Juli 1961 starb er im Krankenhaus in Atlanta. Bei seiner Beerdigung waren nur drei seiner alten Mitspieler (Ray Schalk, Mickey Cochrane und Nap Rucker), Sid Keener von der Baseball Hall of Fame sowie seine erste Frau und seine noch lebenden Kinder und Schwiegerkinder anwesend. Cobb hatte sich zu seinen Lebzeiten viele Feinde gemacht.
Die Detroit Tigers haben seinen Namen an der Mauer des Comerica Fields verewigt, da zu den Spielerzeiten von Cobb noch keine Rückennummern üblich waren.
Überschattet wird Cobbs sportlicher Ruhm durch den Umstand, dass ihm Rassismus und gewalttätige Übergriffe auf Schwarze nachgesagt wurden. Bei genauerer Recherche, lassen sich all diese Gerüchte auf den Journalisten Al Stump zurückführen, der all diese Behauptungen nach dem Tode Cobbs in Umlauf brachte und wegen dieser Verleumdungen mehrmals erfolgreich verklagt wurde.